# Хоріон
Хоріо́н (лат. chorion від грец. χόριον — «оболонка», «послід») — зародкова оболонка, яка може бути студенистою або, навпаки, дуже твердою, або просякуватися речовиною, близькою до хітину. Іноді хоріон пронизаний численними порами, іноді має один отвір (micropyle), через який проникає сперматозоїд. Термін має два значення:
1) Хоріон — зовнішня ворсинчаста оболонка зародків плазунів, птахів і ссавців на початкових етапах їхнього розвитку. Тимчасовий орган зародка, за допомогою якого відбувається обмін речовин між зародком і навколишнім середовищем. Хоріон є похідним трофобласта — поверхневого шару клітин плодового міхура. Хоріон птахів і плазунів зливається з алантоїсом, утворюючи загальну хоріоалантоїдну оболонку, розташовану під підшкаралуповою яйцевою оболонкою. У плацентарних ссавців (в тому числі у людини) хоріон покритий ворсинками, в які вростають кровоносні судини зародка. Ворсинки хоріона занурюються в стінку матки, утворюючи плаценту.
2) Хоріон — вторинна оболонка яйцеклітини безхребетних і деяких нижчих хребетних тварин. Він є продуктом виділення фолікулярних клітин, що оточують яйце в яєчнику.